# مرغ کریچ‌ساز کاکل‌زری
مرغ کریچ‌ساز کاکل‌زری (نام علمی: Amblyornis flavifrons) نام یک گونه از سرده کودن‌مرغ است.